# Euphorbia macroglypha
Euphorbia macroglypha är en törelväxtart som beskrevs av Lem.. Euphorbia macroglypha ingår i släktet törlar, och familjen törelväxter.
Artens utbredningsområde är Madagaskar. Inga underarter finns listade i Catalogue of Life.